# Vanja Drkušić
Vanja Drkušić (ur. 30 października 1999 w Novo mesto) – słoweński piłkarz, grający na pozycji środkowego obrońcy w rosyjskim klubie PFK Soczi oraz w reprezentacji Słowenii. 